# Апелляционный суд Литвы

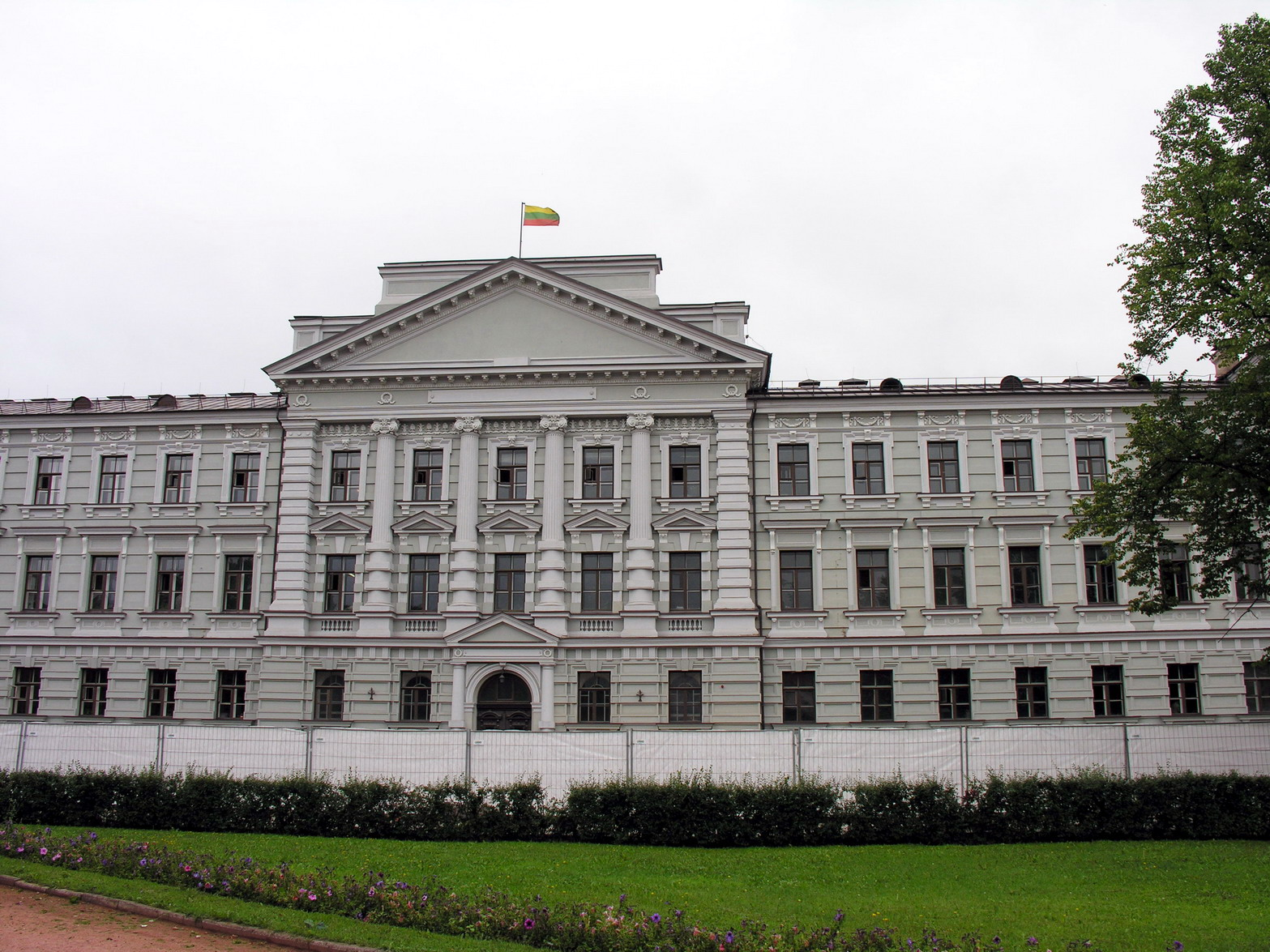
Апелляционный суд Литвы (проспект Гедимина (Вильнюс))

Апелляционный суд Литвы (LApT) (лит. Lietuvos apeliacinis teismas) — это суд общей юрисдикции апелляционной инстанции Литвы по делам, рассматриваемым по жалобам на не вступившие в законную силу решения окружных судов первой инстанции.

## История
Восстановленный Апелляционный суд Литвы открыли на третьем этаже здания по проспекту Гедиминаса 40/1 в Вильнюсе. Проект этого здания, специально предназначенного для нужд суда, ещё в 1890 году подготовил петербуржский архитектор Г. Прусаков, а его строительство в то время проходило на Георгиевском проспекте с 1895 года по 1898 год. В ту пору данное здание было одним из важных представительственных сооружений, и нём были размещены Окружной суд Вильнюса и Палаты городского Вильнюсского суда.
Несколько позже, в период осуществления подчинения Вильнюсского края польской власти здание суда было передано последней в 1921 году, и в нём же размещены Окружной и Апелляционный суды. В период Советского правления с 1940 года в указанном здании располагались органы НКВД впоследствии КГБ СССР.
Декретом Президента Литовской Республики № 464 от 12 декабря 1994 года установлено, что в Апелляционном суде Литвы должны работать 17 судей. 9 декабря того же года декретом Президента Литовской Республики судьями Апелляционного суда Литвы были назначены судьи бывшего Верховного суда, ещё не ставшего Верховным судом Литвы. Большинство судей составили: Виргилиюс Грабинскас, Константин Гурин, Янина Янушкене, Аудроне Ярацкайте, Сваюнас Книзлярис, Бронюс Пупковас, Генадий Слаута, Янина Стрипяйкине, Артутурас Шумскас. Другие судье до своего назначения работали в судебных участках: Виктор Айдукас — в Шалчининском участке, Йонас Башкис — в Тауражском, Римантас Баумилас — в Тракайском, Лайма Гарнялене — в Мариямпольском, Витас Милюс — в Друскининскайском, Виргилиюс Валанчюс — в суде первого участка города Вильнюса. В свою очередь бывшие участковые судьи Антанас Аблингис и Виолетта Ражинскайте до назначения их судьями Апелляционного суда работали в Судебном департаменте Министерства Юстиции.
13 декабря 1994 года декретом Президента Литовской Республики председателем Апелляционного суда Литвы назначен Витас Милюс, приказом Министра юстиции председателем коллегии по гражданским делам апелляционного суда назначен Виргилиюс Валанчюс, председателем коллегии по уголовным делам — Виктор Айдукас, а с 1999 года эту обязанность исполняет Лайма Гарнялене. С 1 мая 1999 года после того, как начали осуществлять правосудие административные суды председателем коллегии по административным делам Апелляционного суда был назначен Кястутис Лапинскас, ранее работавший судьёй Конституционного суда Литвы.
За более чем 10 лет деятельности Апелляционного суда Литвы положение судей заметно изменилось. После того как Верховный суд Литвы стал единственной в стране кассационной инстанцией, немалая часть судей Апелляционного суда (Виктор Айдукас, Римантас Баумилас, Артурас Дрюкас, Виргилиюс Грабинскас, Янина Янушкене, Гинтарас Крижявичюс, Эгидиюс Лаужикас, Бронюс Пупковас, Янина Стрипяйкине) были назначены судьями Верховного суда. Бывший председатель Коллегии по административным делам Кястутис Лапинскас в настоящее время исполняет обязанности председателя Конституционного Суда Литовской Республики, а ранее возглавлявший Коллегию по гражданским делам Виргилиюс Валанчюс стал председателем Главного административного суда — председателем же данной коллегии в январе 2003 года назначен Артурас Дрюкас — бывший судья Верховного суда, ранее уже работавший в Апелляционном суде Литвы. Некоторые судьи Апелляционного суда стали председателями других судов Литвы: Артурас Шумскас — председателем Вильнюсского окружного суда, Алгирдас Гайлюнас — председателем Клайпедского окружного суда, Йонас Башкис (в настоящее время пребывающий на пенсии) — председателем участкого суда Шилутского района. Несколько бывших судей Апелляционного суда продолжает работу по юридической специальности, а Антанас Аблингис и Романас Клишаускас работают в Главном административном суде Литвы.

## Настоящее время
На данный момент в Апелляционном суде Литвы работают 33 судьи: председатель суда Эгидиюс Жиронас; председатель Коллегии по уголовным делам Лайма Гарнялене; председатель Коллегии по гражданским делам Артурас Дрюкас; 16 судей (не считая председателя) коллегии по уголовным делам: Вальдимарас Бавеянас, Альбинас Бельскис, Регина Гаудитене, Раса Гуджютене, Кястутис Йуцис, Викторас Кажис, Сваюнас Книзлярис, Алоизас Круопис, Рута Мицкявичене, Виолетта Ражинскайте, Линас Щюкшта, Елена Вайнене, Йонас Альгимантас Венцскус, Линас Жукаускас; 14 судей (не считая председателя) коллегии по гражданским делам: Але Букавинене, Виргиния Чянаускайте, Аудроне Ярацкайте, Дануте Гасюнене, Раса Гуджюнене, Константин Гурин, Альгирдас Гайлюнас, Казис Кайлюнас, Дануте Милашине, Витас Милюс, Марите Миткивене, Римвидас Норкус, Нийоле Пишкинайте, Гинтарас Пячюлис, Донатас Шернас, Даля Васарене, Вигинтас Вишинскис.
Согласно ст. 67 Закона «О судах Литвы» к кандидату на должность судьи Апелляционного суда предъявляются следующие требования: кандидат на должность судьи должен иметь не менее чем 4 лет стажа работы в должности окружного судьи или окружного административного суда, в случае несоответствия данному требованию кандидат должен иметь степень доктора социально-правовых наук или обучаться в докторантуре, а также иметь не менее чем 10 лет стажа работы на должности преподавателя правовых дисциплин. Далее список кандидатов на должность судьи должен одобрить Сейм, которым направляется на утверждение Президента. После этого Президент для назначения соответствующих кандидатов на должность судьи согласывает свои действия по утверждению с Советом Судей Литвы.
В соответствии с Законом «О судах Литвы» от 31 мая 1999 года установлена компетенция Апелляционного суда Литвы, где Апелляционный суд Литвы является апелляционной инстанцией по делам, рассматриваемым окружными судами в качестве судов первой инстанции.
Согласно изменениям в Закон «О судах Литвы» от 4 июля 1996 года за Апелляционным судом Литвы была закреплена не свойственная до тех пор функция кассационного производства. Без уже упомянутых функций апелляционной инстанции Апелляционный суд Литвы стал судом кассационной инстанции по отношению к принятым в апелляционном порядке окружными судами решениям, приговорам и постановлениям. Данной компетенции Апелляционный суди лишился лишь через три года после внесения изменений от 1 января 1999 года в Закон «О судах Литвы», когда функция кассационного производства стала принадлежать только Верховного Суду Литвы.
Апелляционный суд Литвы так же временно исполнял функция высшего звена системы административных судов. После принятия 14 января 1999 года Закона «Об учреждении административных судов» с 1 мая 1999 года в Апелляционном суде начала свою работу Коллегия по административным делам, которая стала апелляционной инстанцией по делам, рассматриваемым Высшим административным судом в качестве суда первой инстанции, и последней инстанцией по вопросам подсудности административных дел. Апелляционный суд так же формировал единообразную практику для административных судов в области правоприменения.
Во время осуществления реформы административных судов Коллегия по административным делам в Апелляционном суде прекратила своё существование с 1 января 2001 года вместе Высшим административным судом, который был реорганизован в Главный административный суд Литвы.
Сегодня компетенция Апелляционного суда Литвы регламентирована 21 статьёй Закона «О судах Литвы» (новая редакция данного закона вступила в силу с 1 мая 2002 года), согласно которой Апелляционный суд есть апелляционная инстанция по отношению к приговорам, определениям, постановлениям и приказам (распоряжениям), принимаемым окружными судами. Он же является единственным судом, рассматривающим просьбы о признании и исполнении решений судов иностранных государств и международных судов и арбитражей в Литовской Республике. Апелляционный суд также выполняет и другие функции, относящиеся к его компетенции в соответствии с законом. Между прочих относящихся к нему функций наибольшую роль играет осуществление надзора председателем суда за административной деятельностью окружных судов (п. 3 ч. 1 ст. 104 Закона «О судах Литвы»), так же ст. 35 Гражданского процессуального кодекса Литовской Республики подтверждается право председателя Апелляционного суда или председателя Коллегии по гражданским делам этого суда в исключительных случаях передавать дело для рассмотрения из одного участкого суда другому участковому суду, находящемуся на территории деятельности другого окружного суда, или из одного окружного суда другому. Аналогичное право предоставлено для председателя Апелляционного суда или председателя Коллегии по уголовным делам этогго суда в уголовном процессе в соответствии со статьёй 229 Уголовно-процессуального кодекса Литовской Республики.

## Структура Апелляционного суда

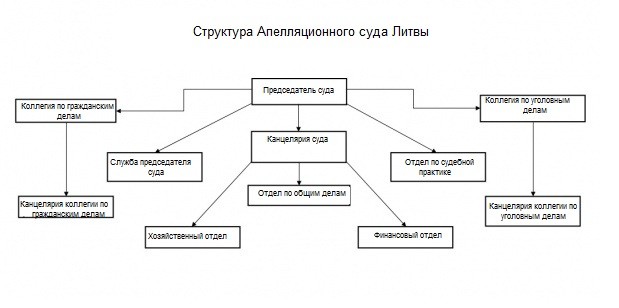
Структура

С 2010 года Апелляционный суд Литвы возглавляет Эгидиюс Жиронас. Председатель коллегии по уголовным делам Лайма Гарнялене, а председатель коллегии по гражданским делам Артурас Дрюкас. Помимо упомянутых коллегий в состав суда также входят: служба председателя суда, канцелярии коллегий по уголовным и гражданским делам, финансовый и хозяйственный отделы, отдел по судебной практике.